# Низ (Ухотське сільське поселення)
Низ (рос. Низ) — присілок в Каргопольському районі Архангельської області Російської Федерації.
Населення становить 52 особи. Органом місцевого самоврядування до 2020 року було Ухотське муніципальне утворення.

## Історія
Від 1937 року належить до Архангельської області.
Від 2004 року належить до муніципального утворення Ухотське муніципальне утворення.

## Населення
1. Н/Д[2]